# Glacier Hubbard (chaîne Saint-Élie)
Pour les articles homonymes, voir Glacier Hubbard.
Le glacier Hubbard, en anglais Hubbard Glacier, est un glacier d'Amérique du Nord situé dans la chaîne Saint-Élie, à cheval entre le territoire canadien du Yukon, où il prend sa source, et l'État américain d'Alaska où se trouve son front glaciaire. Il est l'un des plus grands glaciers d'Amérique du Nord avec plus de 120 kilomètres de longueur. Il est à l'origine de plusieurs vidanges brutales de lac glaciaire. 